# زويلوس بطريرك الإسكندرية
زويلوس (ΖΩΪΛΟΣ) كان بطريرك الإسكندرية للروم الأرثوذكس من 541 الي 551.
يخبرنا زكريا ريتور عن تورط بولس بطريرك الإسكندري للروم الأرثوذكس الذي كان قبله في جريمة قتل. وبالتالي تم خلعه وحل محله زويلوس في 540. كان أكاكيوس هو الضابط الروماني المكلف بحماية زويلوس من سكان الإسكندرية المعادين. 
قال زكريا: "أُرسل إفرايم بطريرك أنطاكية إلى الإسكندرية ، ورافقه إبراهيم بار خيلي ؛ وعندما مروا بفلسطين ، أخذوا معهم راهبًا اسمه زويلوس. وذهبوا إلى الإسكندرية وبحثوا قضية بولس ؛ ثم حكموا بطرده من كرسيه وأحلوا محله زويلوس ، بواسطة مجمع كنسي في المدينة: ومن أجل حمايته من عنف شعب المدينة، وعينوا أكاكيوس الضابط الروماني لحمايته. 